# جوامع، منطقه‌ها و ناحیه‌های زبانی بلژیک
بلژیک یک دولت فدرال متشکل از سه جامعه و سه منطقه است که بر چهار ناحیه زبانی بنا شده‌اند. هر کدام از این مجموعهٔ زیربخش‌ها، با هم کل کشور را تشکیل می‌دهند؛ به عبارت دیگر، همپوشانی دارند.
ناحیه‌های زبانی توسط قانون دوم گیلسون (لازم‌الاجرا از ۲ آگوست ۱۹۶۳) ایجاد شد. تقسیم به ناحیه‌های زبانی در قانون اساسی بلژیک در سال ۱۹۷۰ گنجانده شد.  با اصلاحات قانون اساسی در دهه های ۱۹۷۰ و ۱۹۸۰، منطقه‌ای‌شدن دولت یکپارچه، بلژیک به یک فدراسیون سه‌لایه تبدیل شد. دولت‌های فدرال، منطقه‌ای و اجتماعی بلژیک ایجاد شدند؛ سازشی که برای به‌حداقل‌رساندن تنش‌های زبانی، فرهنگی، اجتماعی و اقتصادی طراحی شد. 

## منطقه‌ها
| کشور فدرال | ۱   | بلژیک               | بلژیک               | بلژیک               | بلژیک               | بلژیک               | بلژیک               | بلژیک               | بلژیک               | بلژیک               | بلژیک               | بلژیک               | بلژیک               | بلژیک                  |
| زبان       | ۴   | هلندی               | هلندی               | هلندی               | هلندی               | هلندی               | دوزبانه             | دوزبانه             | فرانسوی             | فرانسوی             | فرانسوی             | فرانسوی             | فرانسوی             | آلمانی                 |
| جامعه ها   | ۳   | جامعه فلاندری بلژیک | جامعه فلاندری بلژیک | جامعه فلاندری بلژیک | جامعه فلاندری بلژیک | جامعه فلاندری بلژیک | جامعه فلاندری بلژیک | جامعه فرانسوی بلژیک | جامعه فرانسوی بلژیک | جامعه فرانسوی بلژیک | جامعه فرانسوی بلژیک | جامعه فرانسوی بلژیک | جامعه فرانسوی بلژیک | جامعه آلمانی‌زبان بلژیک |
| منطقه‌ها    | ۳   | منطقه فلاندری       | منطقه فلاندری       | منطقه فلاندری       | منطقه فلاندری       | منطقه فلاندری       | بروکسل              | بروکسل              | منطقه والونی        | منطقه والونی        | منطقه والونی        | منطقه والونی        | منطقه والونی        | منطقه والونی           |
| استان‌ها    | ۱۰  | فلاندر غربی         | فلاندر شرقی         | استان آنتورپ        | لوگزامبورگ (بلژیک)  | استان فلومیش بربان  | ندارد               | ندارد               | استان اوئلون بربان  | استان انو           | لوکزامبورگ          | استان نمور          | استان لیژ           | استان لیژ              |
| شهرستان‌ها  | ۴۳  | ۸                   | ۶                   | ۳                   | ۳                   | ۲                   | ۱                   | ۱                   | ۱                   | ۷                   | ۵                   | ۳                   | ۴                   | ۴                      |
| شهرداری‌ها  | ۵۸۱ | ۶۴                  | ۶۰                  | ۶۹                  | ۴۲                  | ۶۵                  | ۱۹                  | ۱۹                  | ۲۷                  | ۶۹                  | ۴۴                  | ۳۸                  | ۷۵                  | ۹                      |